# Robert Kowalski

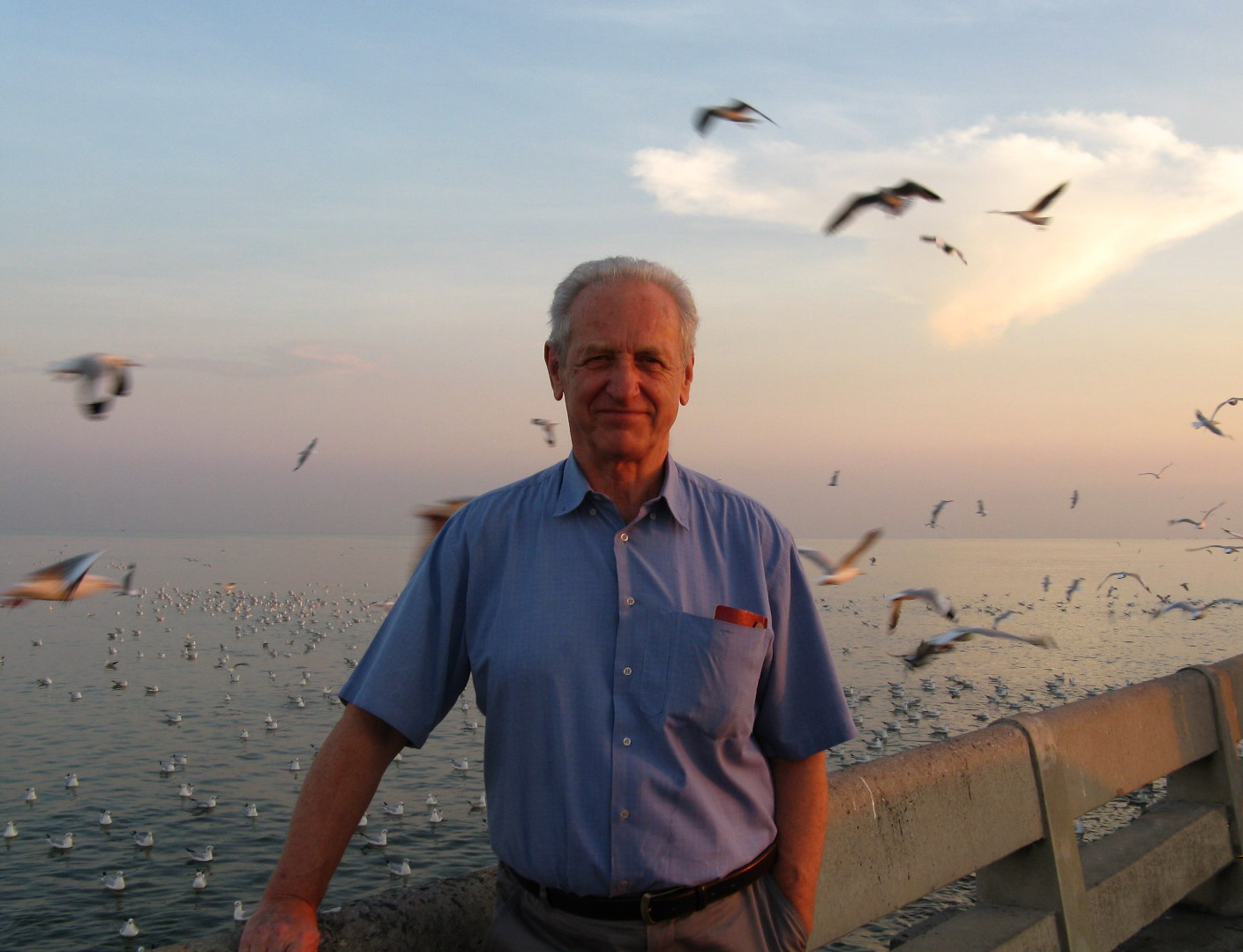

Robert Antony Kowalski (15 mei 1941, Bridgeport, Connecticut) is een Brits wiskundige en computerwetenschapper. Hij is het meest bekend om zijn werk aan de procedurele interpretatie van horn-clausules en staat daarmee aan de wieg van de taal Prolog, maar ook zijn werk aan automatic theorem proving, waarbij computerprogramma's wiskundige stellingen bewijzen en event calculus, waarmee oorzaken en gevolgen wiskundig kunnen worden beschreven en zijn werk aan abductief logisch programmeren gelden als toonaangevend.

## Opleiding  en carrière
Na studies aan de University of Chicago en de University of Bridgeport halde Kowalski in 1963 zijn BA in de wiskunde in 1966 en zijn master-titel. Hij promoveerde, na studies aan de universiteiten van Warschau en Edinburgh in 1970, waarna hij tot 1975 als research fellow in Edinburgh bleef waar na hij naar de Imperial College London ging, waar hij in 1982 een leerstoel computational logic verkreeg.